# Max Tegmark

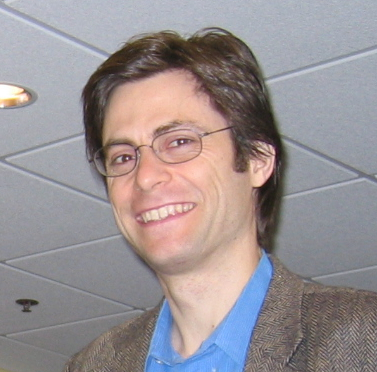
Max Tegmark

Max Tegmark (5 mei 1967, Stockholm) is een Zweeds/Amerikaans natuurkundige en kosmoloog.

## Biografie
Tegmark is geboren in Zweden als zoon van de aan de Kungliga Tekniska högskolan (KTH) (nl: Koninklijke technische hogeschool) van Stockholm werkzame Amerikaanse wiskundige Harold Shapiro en de Zweedse Karin Tegmark. Max Tegmark studeerde af aan de KTH in Zweden en kreeg zijn doctoraat aan de Universiteit van Californië - Berkeley. Tegenwoordig werkt hij aan het Massachusetts Institute of Technology (MIT). Hij was getrouwd met astrofysicus Angelica de Oliveira-Costa tussen 1997 en 2009 en heeft twee zoons met haar. In 2012 trouwde Tegmark met Meia Chita.

## Werk
Tegmark is hoofdzakelijk bezig op het terrein van de kosmologie en heeft veel verschillende kosmologische modellen, ontworpen door hemzelf en andere kosmologen, onderworpen aan testen met behulp van data verkregen van satellieten als de COBE en WMAP en van projecten als de Sloan Digital Sky Survey. Over zijn bevindingen heeft hij meer dan 200 wetenschappelijke artikelen gepubliceerd.
In zijn populairwetenschappelijke boek Our Mathematical Universe (2014) verdedigt hij de stelling: Alle structuren die in de wiskunde bestaan moeten ook natuurkundig bestaan. Consequent doorgetrokken impliceert deze theorie dat wiskundige structuren meer fundamenteel zijn dan de fysieke werkelijkheid van het waarneembare universum. Dit geldt ook voor zelfbewuste 'structuren' zoals de mens.

## Publicaties (selectie)
| Titel                                                                                    | Datum            | Vorm/media                                      |
| ---------------------------------------------------------------------------------------- | ---------------- | ----------------------------------------------- |
| Life 3.0 (Being Human in the Age of Artificial Intelligence)                             | 29 augustus 2017 | boek                                            |
| Our Mathematical Universe                                                                | 1 juni 2014      | boek                                            |
| New Dark Energy Constraints from Supernovae, Microwave Background, and Galaxy Clustering | 1 juni 2004      | wetenschappelijk artikel                        |
| Cosmological parameters from SDSS and WMAP                                               | 1 mei 2004       | wetenschappelijk artikel                        |
| High resolution foreground cleaned CMB map from WMAP                                     | 1 december 2003  | wetenschappelijk artikel                        |
| Parallel Universes                                                                       | 1 mei 2013       | wetenschappelijk artikel in Scientific American |
| Importance of quantum decoherence in brain processes                                     | 1 april 2000     | wetenschappelijk artikel                        |